# Shaman King
Shaman King (în japoneză シャーマンキング, romanizare Shāman Kingu), tradus ca Regele Șaman, este o serie de manga japoneză, scrisă și ilustrată de Hiroyuki Takei. Revista a avut 32 de volume, iar anime-ul 64 de episoade.
Seria a fost lansată în broșura pentru femei Weekly Shōnen Jump în Japonia, iar apoi a fost creat seria anime, ce a fost regizată de Seiji Mizushima, co-produsă de TV Tokyo, Nihon Ad Systems și Xebec și difuzată de TV Tokyo.
Cărțile de joc Shaman King sunt disponibile în Japonia și America de Nord.

## Poveste
Manta Oyamada, cunoscut ca și Mortimer sau pe scurt Morty în varianta tradusă în engleză de Fox Box (devenită mai târziu 4Kids), un tânăr studios de gimnaziu, încearcă într-o noapte o scurtătură spre casa printr-un cimitir după ce a pierdut ultimul tren după școală. În timp ce calatorea prin el, se întâlnește cu Yoh Asakura si "companionii" lui: un cimitir plin de fantome. Yoh revelă a fi un shaman, o punte intre lumea celor vii si a celor morți. Yoh demonstrează de asemenea puterea unui Shaman de a se unii cu un spirit pentru a atinge acelasi scop. Yoh și Morty devin repede foarte buni prieteni în timp ce Yoh își folosește abilitățile de Shaman pentru a ieși cu bine din diferite situații.
Lupta Shaman este o bătălie ținută o data la 500 de ani între Shamanii concurenți, câștigătorul devenind "Regele Shaman", persoana care este capabilă să contacteze "Marele Spirit" (spiritul la care fiecare suflet se va întoarce eventual). Câștigătorul primește abilitatea de a reface lumea după propriul plac. Anna Kyoyama, logodinca lui Yoh, intră curând în peisaj și prescrie un antrenament brutal, cu scopul de a-l pregăti pe Yoh pentru turneu. Astfel începe intriga care îl va duce pe Yoh într-o călătorie în drumul căreia se va împrieteni cu Ryu(Rio), Tao Ren(Len/Lenny), Horohoro(Trey), Faust VIII, Lyserg Diethel și Joco(Chocolove).
În timpul Luptei Shaman, Yoh îl întâlnește pe Hao Asakura, un Shaman foarte puternic care dorește să extermine toți oamenii și Shamanii slabi pentru a crea o lume doar pentru Shamani. La sfârșitul luptelor Shaman cand echipele rămase erau constituite din Yoh și prietenii lui, Legiuitorii X si echipa lui Hao, echipele rămase au decis să piardă turneul încoronându-l pe Hao pe Regele Shaman. În timp ce Hao este dus departe, Yoh și prietenii lui decid să-l atace pe Hao în timp ce fuzionează cu Marele Spirit care este în comă. Pentru a face asta, Yoh și prietenii lui trebuie să-i învingă pe cei din tripul "Patch" care sunt obligați să-l servească pe noul Rege Shaman.
Odată înfrânți cei zece membrii ai tribului, Hao este trezit ca Regele Shaman. El îl înfrânge pe Yoh și prietenii lui și le absoarbe sufletul. În interiorul Marelui Spirit, Yoh, Ren, Horohoro, Faust VIII, și Joco se luptă cu Hao cu cele cinci spirite legendare; Spiritul Pământului, Spiritul Tunetului, Spiritul Ploii, Spiritul Focului și Spiritul Vântului. Se dezvăluie că Marele Spirit i-a îndeplinit dorința lui Hao astfel încât cineva să poată să aducă înapoi spiritul mamei lui. Cu ajutorul Annei, mama lui Hao este adusă Marelui Spirit. Ea îi spune lui Hao că trebuie să-i ierte pe oameni pentru că au asasinat-o. Hao decide să amâne planul sau de a-i eradica pe oameni și să-l observe pe Yoh și prietenii lui cum schimbă lumea.
Șapte ani mai târziu, Hana Asakura îi așteaptă la o stație pe cei cinci luptători legendari și pe părinții lui, Yoh și Anna.

## Anime
Episoadele serialului de televiziune (anime) Regele Șaman au fost regizate de Seiji Mizushima și coproduse de TV Tokyo, NAS și Xebec. În stadiul incipient, Takei însuși s-a oferit să ajute echipa de producție, dar a renunțat în cele din urmă datorită lipsei de timp întrucât lucra la manga. Cele 64 de episoade au fost difuzate de TV Tokyo în Japonia între 4 iulie 2001 și 25 septembrie 2002. 4Kids Entertainment a obținut licența de dublaj și distribuție în Statele Unite ale Americii, unde a avut premiera pe 30 august 2003 în rețeaua Fox. Ultimul episod a fost difuzat pe 3 septembrie 2005. În România serialul a fost difuzat inițial de Jetix, iar mai apoi a fost reluat de Pro Cinema și Prima TV.
Episoadele au fost reunite sub forma unui set de 16 DVD-uri și puse în vânzare de compania King Records în Japonia între 30 octombrie 2001 și 22 ianuarie 2003. Mai târziu au fost lansate într-o colecție de trei seturi între 27 august 2008 și 25 decembrie 2008. De asemenea, Funimation Entertainment a lansat cinci DVD-uri cu versiunea dublată în engleză în formă needitată între 19 octombrie 2004 și 29 martie 2005.